# Kwon Chang-hoon
Pour les articles homonymes, voir Kwon (homonymie).
Dans ce nom coréen, le nom de famille, Kwon, précède le nom personnel.
Chang-Hoon Kwon, souvent appelé simplement Kwon en France, né le 30 juin 1994 à Séoul, est un footballeur international sud-coréen. Il joue au poste de milieu de terrain offensif/attaquant au Jeonbuk Hyundai.

## Biographie

### Dijon Football Côte-d'Or
Chang-Hoon Kwon rejoint le Dijon-FCO lors du mercato d'hiver 2017. Il inscrit son premier but avec Dijon le 19 août 2017 sur le terrain du Stade rennais FC (2-2) pour le compte de la troisième journée de Ligue 1. 
Il participe grandement au maintien du DFCO  avec un total de 11 buts en championnat, ce qui en fait le deuxième meilleur buteur du club derrière Júlio Tavares. Il est souvent considéré comme l'un des meilleurs joueurs dijonnais durant la saison 2017-2018. Malheureusement, il se blesse gravement lors de la dernière journée de Ligue 1 et sera privé de Coupe du monde en Russie.
De retour de blessure, il est titularisé le 5 janvier 2019 pour la première fois de la saison en Coupe de France, dans le cadre des 32èmes de finale opposant la formation dijonnaise au Sporting Club Schiltigheim (pensionnaire de National 2). Il inscrit à cette occasion son premier but de la saison, participant à la victoire des siens (1-3 score final). Quelques jours après avoir inscrit un but, il ouvre le score contre l'AS Monaco le 26 janvier 2019 (2-0 score final).
Le 30 mai 2019, il inscrit un but capital lors des barrages aller sur la pelouse du RC Lens (score final 1-1).

### SC Fribourg
Le 28 juin 2019, Chang-Hoon Kwon quitte la Ligue 1 et la France pour rejoindre le SC Fribourg qui évolue en Bundesliga pour la saison 2019-2020.

### Retour en Corée du Sud
Chang-Hoon Kwon rejoint le Suwon Samsung Bluewings lors du mercato d'été 2021 pour préparer son service militaire sud-coréen (Gimcheon Sangmu) en 2022.

### Carrière internationale
Avec les moins de 20 ans, il participe à la Coupe du monde de football des moins de 20 ans 2013 organisée en Turquie. Lors du mondial junior, il joue quatre matchs. Il inscrit un but contre Cuba, puis un but contre l'Irak. La Corée du Sud atteint les quarts de finale de la compétition.
Chang-Hoon Kwon dispute ensuite les Jeux olympiques d'été de 2016 organisés au Brésil. Lors du tournoi olympique, il joue quatre matchs. Il inscrit un doublé contre les Fidji, puis un but contre le Mexique. La Corée du Sud atteint les quarts de finale du tournoi.
Chang-Hoon Kwon honore sa première sélection avec l'équipe A le 2 mai 2015 lors d'un match contre la Chine. Le 3 septembre 2015, il inscrit un doublé contre le Laos, ce qui constitue ses premiers buts avec l'équipe nationale A.
Le 12 novembre 2022, il est sélectionné par Paulo Bento pour participer à la Coupe du monde 2022.

## Statistiques

### Statistiques en club
| Saison                | Club                  | Championnat           | Championnat | Championnat | Coupe nationale | Coupe nationale | Coupe de la Ligue | Coupe de la Ligue | Compétition(s) continentale(s) | Compétition(s) continentale(s) | Compétition(s) continentale(s) | Corée du Sud | Corée du Sud | Total | Total |
| Saison                | Club                  | Division              | M.          | B.          | M.              | B.              | M.                | B.                | Comp.                          | M.                             | B.                             | M.           | B.           | M.    | B.    |
| 2013                  | Suwon Bluewings       | K League Classic      | 8           | 0           | 1               | 0               | -                 | -                 | ACL                            | 2                              | 1                              | -            | -            | 11    | 1     |
| 2014                  | Suwon Bluewings       | K League Classic      | 20          | 1           | -               | -               | -                 | -                 | -                              | -                              | -                              | -            | -            | 20    | 1     |
| 2015                  | Suwon Bluewings       | K League Classic      | 35          | 10          | 1               | 0               | -                 | -                 | ACL                            | 7                              | 1                              | 7            | 3            | 50    | 14    |
| 2016                  | Suwon Bluewings       | K League Classic      | 27          | 7           | 4               | 1               | -                 | -                 | ACL                            | 4                              | 1                              | 1            | 0            | 36    | 9     |
| Sous-total            | Sous-total            | Sous-total            | 90          | 18          | 6               | 1               | -                 | -                 | -                              | 13                             | 3                              | 8            | 3            | 117   | 25    |
| 2016-2017             | Dijon FCO             | Ligue 1               | 8           | 0           | -               | -               | -                 | -                 | -                              | -                              | -                              | -            | -            | 8     | 0     |
| 2017-2018             | Dijon FCO             | Ligue 1               | 34          | 11          | 1               | 0               | 1                 | 0                 | -                              | -                              | -                              | 8            | 1            | 44    | 12    |
| 2018-2019             | Dijon FCO             | Ligue 1               | 20          | 3           | 3               | 1               | 1                 | 0                 | -                              | -                              | -                              | 2            | 0            | 26    | 4     |
| Sous-total            | Sous-total            | Sous-total            | 62          | 14          | 4               | 1               | 2                 | 0                 | -                              | -                              | -                              | 10           | 1            | 78    | 16    |
| 2019-2020             | SC Fribourg           | Bundesliga            | 23          | 2           | -               | -               | -                 | -                 | -                              | -                              | -                              | 5            | 1            | 28    | 3     |
| 2020-2021             | SC Fribourg           | Bundesliga            | 11          | 0           | 2               | 1               | -                 | -                 | -                              | -                              | -                              | 3            | 1            | 16    | 2     |
| Sous-total            | Sous-total            | Sous-total            | 34          | 2           | 2               | 1               | -                 | -                 | -                              | -                              | -                              | 8            | 2            | 44    | 5     |
| 2021                  | Suwon Bluewings       | K League 1            | 11          | 1           | -               | -               | -                 | -                 | -                              | -                              | -                              | 2            | 1            | 13    | 2     |
| 2022                  | Gimcheon Sangmu FC    | K League 1            | 35          | 0           | 1               | 0               | -                 | -                 | -                              | -                              | -                              | 15           | 5            | 51    | 5     |
| 2023                  | Gimcheon Sangmu FC    | K League 2            | 8           | 2           | 1               | 0               | -                 | -                 | -                              | -                              | -                              | -            | -            | 9     | 2     |
| Sous-total            | Sous-total            | Sous-total            | 44          | 2           | 1               | 0               | -                 | -                 | -                              | -                              | -                              | 15           | 5            | 60    | 7     |
| 2024                  | Jeonbuk Hyundai       | K League 1            | 9           | 2           | -               | -               | -                 | -                 | AFC2                           | 7                              | 1                              | -            | -            | 16    | 3     |
| 2025                  | Jeonbuk Hyundai       | K League 1            | 14          | 0           | 1               | 0               | -                 | -                 | -                              | -                              | -                              | -            | -            | 15    | 0     |
| Sous-total            | Sous-total            | Sous-total            | 23          | 2           | 1               | 0               | -                 | -                 | -                              | 7                              | 1                              | -            | -            | 31    | 3     |
| Total sur la carrière | Total sur la carrière | Total sur la carrière | 264         | 39          | 14              | 3               | 2                 | 0                 | -                              | 20                             | 4                              | 43           | 12           | 343   | 58    |

## Palmarès

### En club
Avec Suwon Bluewings, Kwon Chang-hoon remporte la Coupe de Corée du Sud en 2016 et est également vice-champion de Corée du Sud en 2014 et 2015. Il est également champion de deuxième division coréenne avec le Gimcheon Sangmu FC en 2023.

### En sélection
Il remporte la Coupe d'Asie de l'Est en 2015 avec l'équipe de Corée du Sud.